# Последнее китайское предупреждение
«После́днее кита́йское предупрежде́ние» — идиома в русском языке, означающая угрозы, о которых заведомо известно, что никаких действий в ближайшее время не последует.
Выражение возникло в связи с обострением американо-китайских отношений в 1950—1960-х годах, касающихся так называемого тайваньского вопроса. Первое предупреждение было сделано Китаем 7 сентября 1958 года (в этот период происходил второй тайваньский кризис). США, не признавая коммунистическую власть в Китае (но признавая режим Чан Кайши), осуществляли разведывательные полёты над территориальными водами Китая. Китайская Народная Республика фиксировала все нарушения своего воздушного и водного пространства со стороны США. На каждое такое нарушение правительство КНР по дипломатическим каналам посылало так называемое «предупреждение» американской стороне, однако никаких действий не предпринимало. Например, в апреле 1962 года американский боевой корабль в течение недели патрулировал в Жёлтом море, и за это время Китай сделал три серьёзных предупреждения по поводу вторжения в его территориальные воды. Все эти предупреждения нумеровались. Поскольку в те годы нарушения со стороны США китайского воздушного и водного пространства, особенно в районе Тайваньского пролива, были нередки, то и нумерация предупреждений зашкаливала за многие сотни. Точное количество сделанных Китаем предупреждений оценить сложно.  Известно, что только к концу 1964 года их было более 900.
«Последние предупреждения» китайского правительства регулярно транслировались информационными агентствами и стали притчей во языцех. С тех пор в русском языке выражение «(последнее) китайское предупреждение» стало нарицательным. Используются различные варианты этого крылатого выражения, например: «647-е китайское предупреждение», «723-е, последнее, китайское предупреждение» и т. п. Выражение «китайское предупреждение» часто употреблялось и в других языках бывшего Советского Союза, в частности в эстонском, и иногда употребляется до сих пор.